# Ejnar Emborg
Ejnar Lavrsøn Emborg (Ringe (Illa de Fiònia), 19 d'agost, 1888 - després de 1963) va ser un compositor i professor de música danès.
Fill del professor d'escola independent Lavrs Rasmussen i de la seva dona Hansine Jensen (nascut el 1846) i germà del compositor Jens L Emborg i del compositor Aage Emborg. Va esdevenir professor del Seminari Vordingborg i després professor de cant i música al "Horsens Kvindeseminarium" de 1910 a 1913 i al "Th.Langs Skoler" de Silkeborg.

## Música
- Vi har et Land
- Hører I, hvor Frihedsluren
- Fire Sange omkring Julen (Aage Emborg i Ejnar Emborg)
- Syng! Tolv Korsange med Musikledsagelse for Seminarier, Højskoler og Ungdomsskoler (arranjaments de, entre altres coses Aage i Ejnar Emborg)
- Vi Vestjyder
- Det unge grænseværn (Ejnar Emborg i Thorvald Aagaard)